# لیکوی رخ‌بلوطی
لیکوی رخ‌بلوطی (نام علمی: Zosterornis whiteheadi) نام یک گونه از سرده لیکوی خطدار است.